# Chloraea
Chloraea es un género de orquídeas de hábito terrestre. Tiene 51 especies.
El género Chloraea fue publicado por John Lindley en Revista trimestral de Ciencia, Literatura, Artes y el ser en 1827.  Su lectotipo es Chloraea virescens (Willd.) Lindl.
Compuesto por unas cincuenta especies de este género, en su mayoría se producen en los Andes del sur.  Sólo tres especies se dan en el este de América del Sur y sólo dos habían registrado su presencia en el sur de Brasil.
Son plantas herbáceas terrestres con lo que un período de latencia cuando sólo permanecen arraigados, son más o menos tuberosas, resistentes incluso a las sequías prolongadas y los incendios. Presentan un pseudotallo herbáceo duro y  algo carnoso.

## Taxonomía
El género fue descrito por John Lindley y publicado en The Quarterly Journal of Science, Literature, and the Arts 1: 47. 1827.
Etimología
Chloraea nombre genérico que viene del griego Chloros = "verde", en alusión al color de sus flores.

## Especies deChloraea
- Chloraea alpina  Poepp. (1833)
- Chloraea apinnula  (Gosewijn) Szlach. (2001)
- Chloraea barbata  Lindl. (1834)
- Chloraea bella  Hauman (1920)
- Chloraea bidentata  (Poepp. & Endl.) M.N.Correa (1969)
- Chloraea biserialis  Griseb. (1879)
- Chloraea bletioides  Lindl. (1827)
- Chloraea boliviana  (Rchb.f.) Kraenzl. (1904)
- Chloraea calantha  Kraenzl. (1906)
- Chloraea castillonii  Hauman (1920)
- Chloraea chica  Speg. & Kraenzl. (1904)
- Chloraea chrysantha  Poepp. (1833)
- Chloraea cogniauxii  Hauman (1920)
- Chloraea crispa  Lindl. (1840)
- Chloraea cristata  Lindl. (1834)
- Chloraea cuneata  Lindl. (1840)
- Chloraea cylindrostachya  Poepp. (1833)
- Chloraea deflexa  Ravenna (2001)
- Chloraea densipapillosa  C.Schweinf. (1941)
- Chloraea elegans  M.N.Correa  (1969
- Chloraea disoides  Lindl. (1827)
- Chloraea fiebrigiana  Kraenzl. (1906)
- Chloraea fonckii  Phil. (1858)
- Chloraea galeata  Lindl. (1827) - especie tipo
- Chloraea gavilu  Lindl. (1827)
- Chloraea grandiflora  Poepp. (1833)
- Chloraea heteroglossa  Rchb.f. (1850)
- Chloraea lamellata  Lindl. (1827)
- Chloraea laxiflora  Hauman (1920)
- Chloraea lechleri  Lindl. (1857)
- Chloraea longipetala  Lindl. (1840)
- Chloraea magellanica  Hook.f. (1846)
- Chloraea major  Ravenna (2001)
- Chloraea membranacea  Lindl. (1840)
- Chloraea multiflora  Lindl. (1827)
- Chloraea multilineolata  C.Schweinf. (1941)
- Chloraea nudilabia  Poepp. (1833)
- Chloraea philippii  Rchb.f. (1850)
- Chloraea phoenicea  Speg. (1897)
- Chloraea piquichen  (Lam.) Lindl. (1840)
- Chloraea praecincta  Speg. & Kraenzl. (1904)
- Chloraea prodigiosa  Rchb.f.  (1850
- Chloraea reticulata  Schltr. (1918)
- Chloraea septentrionalis  M.N.Correa (1969)
- Chloraea speciosa  Poepp. (1833)
- Chloraea subpandurata  Hauman (1920)
- Chloraea tectata  Ravenna (2001)
- Chloraea undulata  Raimondi ex Colunga (1878)
- Chloraea venosa  Rchb.f. (1850)
- Chloraea viridiflora  Poepp. (1833)
- Chloraea volkmannii  Phil. ex Kraenzl. (1904)